# أليسيو أليسندرو
أليسيو أليسندرو (29 أبريل 1996 بغنت في بلجيكا - ) هو لاعب كرة قدم بلجيكي في مركز الوسط. شارك مع منتخب بلجيكا تحت 17 سنة لكرة القدم ومنتخب بلجيكا تحت 18 سنة لكرة القدم ومنتخب بلجيكا تحت 19 سنة لكرة القدم. أما مع النوادي، فقد لعب مع نادي جينك وK. Patro Eisden Maasmechelen ‏ وMVV Maastricht ‏.

## روابط خارجية
- أليسيو أليسندرو على موقع الاتحاد البلجيكي (الإنجليزية)
- أليسيو أليسندرو على موقع قاعدة بيانات كرة القدم.إي يو (الإنجليزية)
- أليسيو أليسندرو على موقع Soccerway.com (الإنجليزية)